# Savennes, Creuse
Savennes är en kommun i departementet Creuse i regionen Nouvelle-Aquitaine i de centrala delarna av Frankrike. Kommunen ligger i kantonen Guéret-Sud-Ouest som tillhör arrondissementet Guéret. År 2022 hade Savennes 209 invånare.

## Befolkningsutveckling
Antalet invånare i kommunen Savennes
Referens:INSEE